# Codicologie

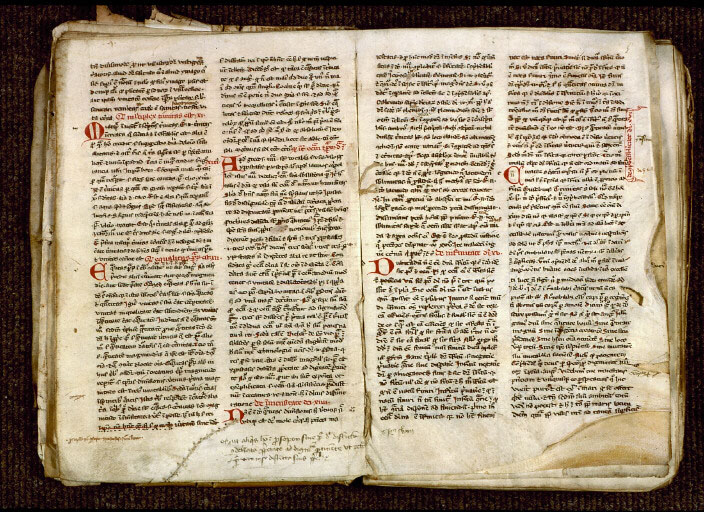
Codicologische tekens

De codicologie is een hulpwetenschap van de historiografie. De term werd uitgevonden door de filosoof Alphonse Dain en refereert aan de studie van samengebonden manuscripten in een codex gezien als materieel voorwerp. De codex heeft veel gemeen met het moderne boek waarvan men de pagina’s kan doorbladeren. De codex verscheen in de westerse wereld in de loop van de 3e eeuw n.Chr. De codex nam stilaan de plaats in van de volumen, of volume, de oorspronkelijke voorstelling van het boek in de vorm van een rol van papyrus die men afdraaide om de tekst te lezen.
Anders dan de paleografie, die zich bezighoudt met de studie van het schrift, concentreert de codicologie zich op het materiële aspect van de codex. Om de geschiedenis van een tekst (of teksten) beter te begrijpen bestudeert de codicologie de verscheidene fabricatietechnieken en de verschillende ongelukjes die deze werken opgelopen kunnen hebben in hun weg tot ons:
- Het samenbinden van twee manuscripten tot één, of, het tegenovergestelde, opsplitsing van een manuscript in meerdere
- Insertie, suppressie en interversie van boeken (een boek bestaat uit een enkel blad, dat, gevouwen, meerdere folia vormt, die elk twee zijden hebben - recto en verso).
- Indien papier: het vinden van een watermerk of filigraan voorziet de codicoloog van een terminus post quem indien de datering van de codex onzeker is.
- Achtergebleven custoden en reclamen, die wijzen op de verschillende katernen waaruit de codex samengebonden werd.
- Nummering en hernummering van de folia of van de pagina’s.
- Markeringen gebruikt door de ontwerpers van de codex om het werk te verdelen onder de verschillende kopiisten
- Destructieve ongelukken ( wormen, brand, corrosie, vlekken, enz.) In de 19e eeuw werd Paul-Louis Courier berucht in de kring van filologen door het veroorzaken van een enorme inktvlek op een bijzonder kostbaar manuscript van Longus’ Pastorale.
- Gebruikt schrijfmateriaal zoals het soort papier of het type huid waarvan perkament is gemaakt alsook afwisseling haar- en vleeszijde, de grootte van de codex, hun opening, enz.